# Mollaka
Mollaka é uma personagem do filme 007 - Cassino Royale (2006), primeiro filme com Daniel Craig no papel de James Bond e o 21ª da franquia cinematográfica oficial do agente secreto britânico. Ele é interpretado pelo  francês Sébastien Foucan, o fundador do Free running.

## Característica
Um terrorista fabricante de bombas autônomo, Mollaka é contratado para levar a cabo o plano de Le Chiffre de destruir o protótipo do novo avião comercial Skyfleet S570. Com cicatrizes no rosto e marcas nas mãos, provavelmente resultados de trabalhos que deram errado em sua atividade, é extremamente ágil e fluido, e escapa com finesse e estilo de Bond na espetacular perseguição que lhe é movida no filme, obrigando Bond a buscar a força bruta para derrotá-lo.

## Filme
Seguido até um torneio de briga de cobras em Madagascar, na África, Mollaka está sob vigilância de James Bond e seu agente auxiliar Carter. Ele recebe uma mensagem de texto em seu celular o que o faz começar a deixar a cena mas nota que Carter, no meio dos espectadores, toca no ponto de comunicação em sua orelha, revelando-se. Ele começa a escapar e Carter o segue, mas, atrapalhado, o agente tropeça e dispara acidentalmente sua arma, provocando pânico na multidão e a fuga de Mollaka.
Bond, assistindo à distância, começa então a perseguir o terrorista e, numa sequência de grande efeito visual, tem início uma caçada humana usando a técnica do free-running entre guindastes, vigas suspensas, canos em canteiros de obra, paredes de edifícios, mato, ruas e que termina na porta da embaixada de Nambutu, onde Mollaka consegue entrar e acredita estar em segurança. Bond então entra tranquilamente na embaixada e agarra Mollaka, usando-o como escudo contra os guardas que tentam impedi-lo de sair dali. Mesmo com o terrorista ferido nas pernas Bond continua a arrastá-lo e a trocar tiros com a guarda. Depois de jogá-lo pela janela da embaixada, 007 se vê cercado pela guarda na área externa e com Mollaka como seu refém; ele então mata o terrorista e atira em canos de gás da propriedade causando uma explosão e uma confusão que lhe permitem escapar. Lendo a mensagem enviada ao celular de Mollaka, ele traça a pista de seu contratante direto, Alex Dimitros, capanga de Le Chiffre, nas Bahamas.